# Antônio Jorge (político)
Antônio Jorge Godinho ComMM (Taguatinga, 9 de setembro de 1951) é um cientista político e político brasileiro filiado ao Partido Renovador Trabalhista Brasileiro (PRTB). Pelo Tocantins, foi deputado federal durante dois mandatos, secretário de Administração no governo Siqueira Campos e deputado estadual por dois mandatos.

## Biografia
Antonio Jorge Godinho nasceu no município brasileiro de Taguatinga (à época no estado de Goiás), no dia 9 de setembro de 1951, filho de Leomar Godinho e de Gessy Freire Godinho. Em 1974 ingressou como funcionário da Câmara dos Deputados e formou-se em administração de empresas pela Universidade Católica de Brasília em 1979 e em ciência política na Universidade de Brasília e em 1984 fez curso de análise financeira na Fundação Getúlio Vargas em Brasília.
Filiado ao PDS fez política em Goiás até a criação do Tocantins pela Constituição de 1988, mesmo ano em que foi eleito deputado estadual no novo estado pelo PDC sendo reeleito em 1990. Durante o mandato ingressou no PPR e foi eleito deputado federal em 1994, licenciando-se entre abril e maio de 1996 quando ocupou a Secretaria de Administração no segundo governo Siqueira Campos quando estava filiado ao PPB.
Em março de 1998, como deputado federal, Jorge Godinho foi admitido pelo presidente Fernando Henrique Cardoso à Ordem do Mérito Militar no grau de Comendador especial. Foi reeleito deputado federal pelo PFL nas eleições de outubro.